# Mathieu Crickboom
Mathieu Crickboom (Verviers, 2 marzo 1871 – Bruxelles, 30 ottobre 1947) è stato un violinista, compositore e insegnante belga.

## Biografia

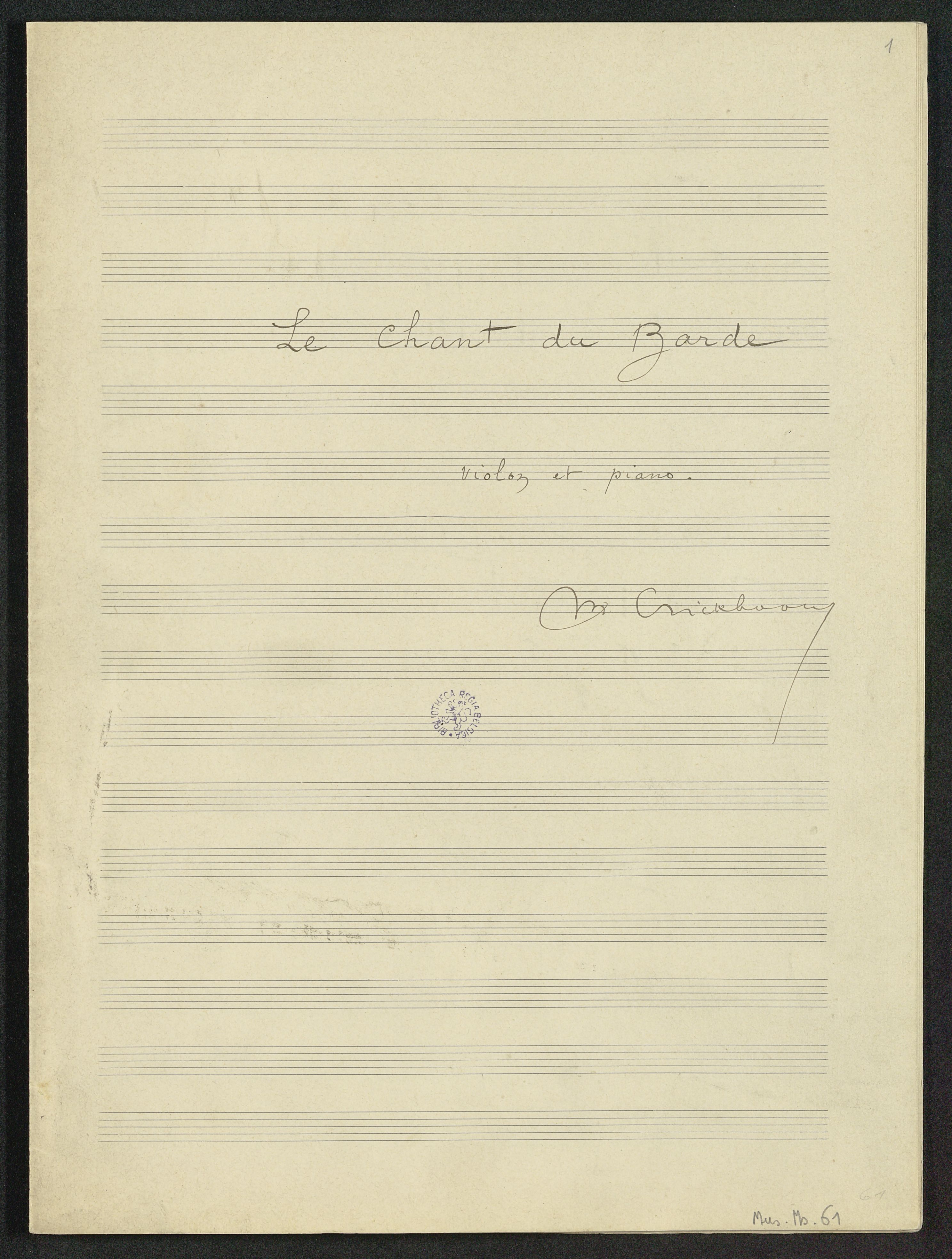
Frontespizio con autografo di un manoscritto di Mathieu Crickboom

Mathieu Crickboom iniziò lo studio del violino con Louis Kefer  all'École de musique di Verviers. Dal 1887 continuò a studiare con Eugène Ysaÿe presso il Conservatorio di Bruxelles. Nello stesso anno entrò al Théâtre de la Monnaie, come violino solista. Nel 1888 si diplomò col Premier Prix del Conservatorio. Dal 1888 al 1894 suonò il secondo violino nel Quartetto Ysaÿe e dal 1894 al 1896 fece parte del Quartetto della Società Nazionale di Parigi.
Trasferitosi a Barcellona, dove visse diversi anni, alternò l’attività didattica con quella concertistica. Dal 1896 al 1905 divenne il primo violino della Società Filarmonica di Barcellona.
A Barcellona nel 1897 fondò il Quartetto Crickboom, con Pablo Casals al violoncello. Durante il suo soggiorno in Spagna suonò spesso in duo e in trio con Enrique Granados. Nel 1910, dopo che Granados diradò l’attività concertistica, Crickboom ritornò in Belgio.
Fu professore al Conservatorio di Liegi dal 1910 al 1919. e al Conservatorio di Bruxelles dal 1919 al 1936 (anno della sua pensione), ma dal 1940 al 1944 tornò ad insegnare sostituendo Maurice Raskin rifugiato a Londra a causa della guerra.  Diversi compositori scrissero appositamente per Crickboom: Ysaÿe, Chausson e Victor Vreuls. Dopo aver diradato l’attività concertistica, si dedicò con maggior impegno a quella di insegnamento, e a quella di compositore, iniziando a scrivere brani dal carattere didattico e metodi o rielaborazioni di altri autori.  Ha curato la revisione di diversi concerti di compositori-violinisti del XVIII e XIX secolo. I suoi lavori principali sono stati Le violon théorique et pratique (1908-1911) e Les maîtres du violon (1922). È mancato a Bruxelles nel 1947.

## Composizioni
Selezione
- Sonata in re minore per violino e pianoforte op. 11 (1911-12)
- Chant élégiaque per violoncello e pianoforte

## Opere didattiche
Selezione
- Les maîtres du violon (12 fascicoli), 1922
- Le violon théorique et pratique (méthode en 5 parties), Bruxelles, Schott, 1908-11
- La technique du violon (Exercises, gammes et arpèges à la première position dans tous les tons), 3 voll., Bruxelles, Schott, 1922
- Chants et morceaux pour violons et piano (Complément au 2e cahier de la méthode), Bruxelles, Schott, s.a.
- Gradus, Collection d'oeuvres pour violon et piano classées progressivement et reparties en huit années; par M. Crickboom et J. Prim, Bruxelles, Scott, s.a.